# Тайцзицюань

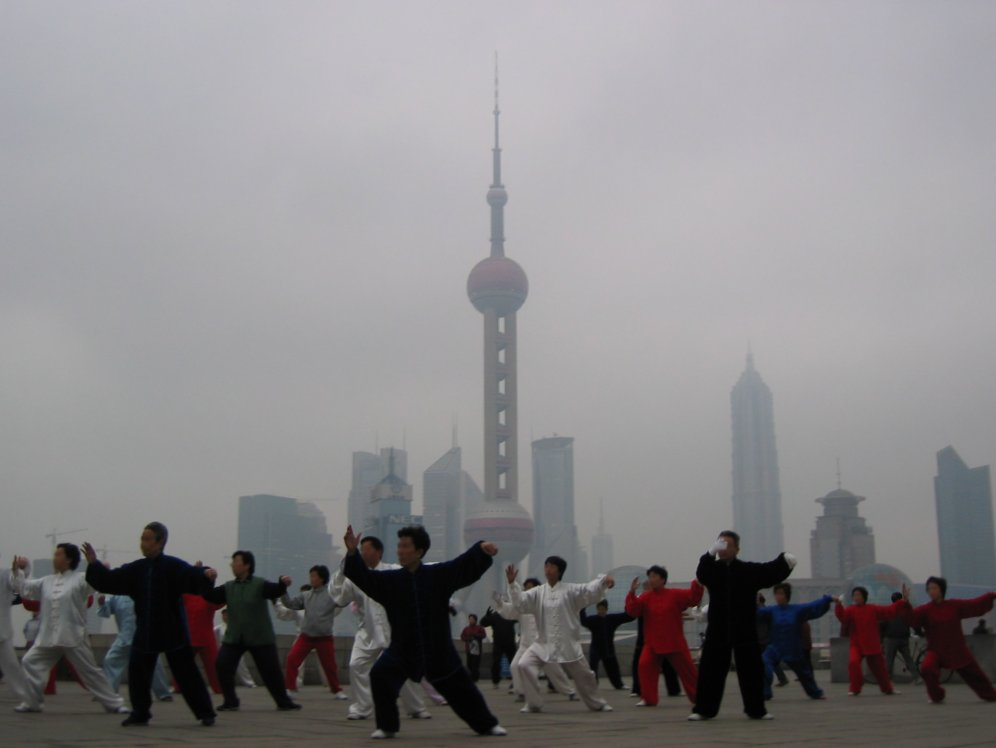
Тайцзицюань в Шанхае

Тайцзицюа́нь (тай-чи) (кит. трад. 太極拳, упр. 太极拳, пиньинь tàijíquán, палл. Тайцзицюань, буквально: «кулак Великого (Изначального) Предела») — китайское внутреннее боевое искусство, один из видов ушу (происхождение тайцзицюань — исторически спорный вопрос, разные источники имеют разные версии). Популярно как оздоровительная гимнастика, но приставка «цюань» (кулак) подразумевает, что тайцзицюань — это боевое искусство.

## История
История возникновения тайцзицюань — спорная тема, так как в разное время были различные официальные точки зрения, что способствовало распространению разных, не слишком правильных, а порой и полностью ошибочных интерпретаций.
Существует две конкурирующие версии древней истории тайцзицюань. Одна из них, которая сегодня является официальной версией китайского правительства, считает, что это боевое искусство развивалось внутри семьи Чэнь, с XIV века проживавшей в деревне Чэньцзягоу уезда Вэньсянь северокитайской провинции Хэнань, и что основал его в XVII веке Чэнь Вантин, от которого можно проследить непрерывную линию передачи традиции.
Другая, более древняя версия, которой придерживаются представители стиля Ян, У, Хао и Сунь, говорит о том, что патриархом тайцзицюань является легендарный даосский отшельник Чжан Саньфэн, однако эта версия неточная и совсем не объясняет, как и через кого это боевое искусство передавалось до XIX века.
Согласно современным исследованиям, первые упоминания о боевых техниках, подобных тайцзицюань, связываются с даосом Сюй Сюаньпином (618—907 гг. н. э., династия Тан), приёмы которого имели названия, абсолютно схожие с сегодняшними названиями некоторых форм («Хлыст», «Играть на пипе» и т. д.). Его искусство боя развивалось и передавалось устно среди даосов-отшельников. Называли эти техники по-разному, общими оставались принципы и требования к исполнению, которые впервые изложил в «Классическом тексте по тайцзицюань» Чжан Саньфэн (960—1279 гг. н. э., династия Сун). Существует множество историй и легенд о том, как Чжан Саньфэн создал тайцзицюань. По легенде, патриарх родился в девятый день четвёртой луны 1247 года (этот день по всему миру отмечают как день рождения тайцзицюань) и прожил, по преданию, более 200 лет.
Следующая замечательная личность в ряду передающих традицию — Ван Цзунъюэ, живший в династию Мин (1368—1644 гг. н. э.). Он был известным полководцем и оставил после себя тексты «Руководство по тайцзицюань», «Разъяснение духовной сути 13 форм» и «Об Истинном свершении», которые вместе с трактатом Чжан Саньфэна составляют классическое наследие тайцзицюань. Считается, что от Ван Цзунъюэ через Цзян Фа традиция была передана Чэнь Чансину из рода Чэнь, представители которого с 1949 года стали продвигать другую версию истории этого искусства.
Чэнь Чжансин передал искусство Ян Лучаню, а через Яна искусство унаследовали его сыновья и внуки, а также многие другие впоследствии известные мастера.

### Стиль Чэнь
По версии китайского правительства и семьи Чэнь, основателем тайцзицюань является Чэнь Вантин. Он был воином императорской гвардии, но вскоре после прихода к власти маньчжурской династии Цин в 1644 году ушёл из армии. Будучи великолепным мастером ушу, он решил систематизировать те сведения, которые получил в армии. За основу нового стиля Чэнь Вантин взял формы кулачного боя, известные ему из «Трактата о кулачном искусстве» Ци Цзигуана (1528—1587), служившего учебным пособием для императорской гвардии. Из 32 позиций Чэнь отобрал 29 и составил несколько комплексов, в том числе пять комплексов тайцзицюань. Он представил новый стиль как момент соположения внешнего и внутреннего — боевых приёмов и их философского осмысления. Постепенно стиль семьи Чэней упорядочивался, усиливалось его философское звучание. Уже не требовалось столь много комплексов, чтобы открыть для себя метафизическую глубину реальности ушу. Для этого достаточно было и нескольких десятков движений, выполненных с полным соблюдением принципов тайцзицюань. С течением времени из первоначального творения Чэнь Вантина сохраняются лишь первый комплекс тайцзицюань и комплекс паочуй («взрывающиеся удары»), которые сейчас считаются первым и вторым комплексами стиля Чэнь.

### Стиль Ян
Официальная версия китайского правительства и семьи Чэнь:
Долгое время тайцзицюань не выходил за пределы семьи Чэней, им занимались вдали от любопытных взоров. Первым посторонним человеком, которому удалось приобщиться к новому стилю, стал Ян Лучань (1799—1872). Он происходил из обедневшей семьи из уезда Юннянь провинции Хэбэй. Хотя Ян с детства испытывал тягу к ушу, заботы о близких не позволяли ему систематично заняться этим делом. И всё же, узнав о необычном стиле Чэней, Ян Лучань отправился к ним в деревню и попросился в ученики. После долгих уговоров Яна взяли в дом, но не учеником, а в качестве слуги. Ян тайно наблюдал за занятиями и через три года рискнул показать то, чему научился украдкой. Чэни были искренне поражены той тщательностью и упорством, с которыми Ян Лучань подошёл к тренировкам. Вместо того чтобы строго наказать его (а за подглядывание за занятиями тогда полагалась смерть), они позволили ему продолжать занятия вместе с ними.
После шести лет обучения Ян Лучань возвращается в родной уезд и начинает преподавание. В то же время он работает над развитием стиля. Так, постепенно меняя характер движений, он делает их более плавными и растянутыми. Стиль приобретает всё более возрастающее оздоровительное значение, что позволило одному из учеников Ян Лучаня написать: «Что является высшей целью тайцзицюань? Сохранение здоровья и продление жизни».
Версия стиля Ян:
Семья Чэнь издавна практиковала паочуй, не имеющий отношения к тайцзицюань. Чэнь Чжансин (1771—1853), представитель четырнадцатого поколения семьи Чэнь, благодаря случайной встрече с самим Цзянь Фа, получил от него передачу тайцзицюань и стал практиковать и передавать тайцзицюань, за что был отлучён от рода Чэнь, с запретом преподавать это искусство внутри семьи.
Именно у него, Чэнь Чжансина, передачу традиции получил самый знаменитый в тайцзицюань человек, не принадлежащий к роду Чэнь, — Ян Лучань. Благодаря трём поколениям семьи Ян тайцзицюань стал известен миру и приобрёл популярность как непревзойдённое воинское искусство и система духовного и физического самосовершенствования. Ян изучал медицину, даосские практики и боевое искусство у Чэня в общей сложности тридцать лет и стал величайшим мастером своего времени.
Впоследствии Ян Лучань был приглашён в столицу и начал преподавать своё искусство в императорских казармах, а в последующем — во дворце принца. Ему пришлось сдавать «экзамен» на личное мастерство, в результате которого, после многочисленных побед над ведущими мастерами Пекина, он получил прозвище Ян Уди — «Ян непобедимый». У Ян Лучаня было три сына, младший из которых умер в детстве и к традиции не был причастен, двое других — Ян Баньхоу(1837—1892) и Ян Цзяньхоу (1839—1917) были известны в Поднебесной как непревзойденные мастера.
Младший сын — Ян Цзяньхоу — был мягким нравом и любил учеников, поэтому многие из приходивших к нему в ученики смогли получить линию передачи и стать мастерами. Ян Лучань очень высоко оценивал умственные способности Ян Цзяньхоу и чаще всего использовал его как партнёра в туйшоу. Ян Цзяньхоу имел талант объяснять технику, смысл и боевое применение тайцзицюань просто и доступно. Он великолепно владел оружием, в особенности копьём — фамильной гордостью и секретом семьи. Умер в 1917 году. Почувствовав приближающуюся смерть, умылся, переоделся, собрал семью и учеников, попрощался и ушёл с улыбкой на лице.
Создание стиля Ян завершил его сын Ян Чэнфу (1883—1936). Родившийся в обеспеченной семье, имевший всё, что пожелает, он вырос огромным для Китая — под 2 метра и 130 кг — человеком. Однако это не помешало ему принять эстафету непобедимых мастеров семьи Ян. Ян Чэнфу владел семейными секретами техники и применения внутренних усилий. В силу возросшего спроса на тайцзицюань очень много преподавал по всей Поднебесной, чем внёс огромный вклад в популяризацию тайцзицюань.
Учеников у Ян Чэнфу было очень много, но настоящими мастерами стали немногие. Самые известные из учеников Ян Чэнфу — Цуй Иши, Фу Чжунвэнь, Дун Инцзе, Ван Юнцюань, Чжэн Маньцин и др.

### Традиции-ветви стиля Ян
После смерти Ян Чэнфу искусство стиля Ян распределилось на «традиции», «ветви» или «линии передачи», называемые по имени мастера, получившего передачу искусства в семье Ян. Так существуют: традиция Цуй Иши, традиция Фу Чжунвэня, традиция Ван Юнцюаня, традиция Чжэн Маньцина и пр. Хотя все традиции исходят из одного источника, каждая из них имеет своеобразные отличия и часто, используя одинаковые названия, по-разному интерпретирует принципы тайцзицюань.
Традиция Цуй Иши
Цуй Иши (Личжи) (1890—1970). С раннего детства занимался боевыми искусствами. В 18 лет переехал в столицу и поступил в ученики к Ян Чэнфу. Последние 8 лет жизни Ян Чэнфу в качестве лучшего ученика и напарника следовал за учителем. Достиг совершенства в самых разных видах тайцзицюань стиля Ян, в особенности в туйшоу и боевом стиле. Передавал одиночную форму, тайцзи «Длинный кулак», меч Дао, меч Цзянь, копьё и туйшоу (парная работа).
В число учеников Цуй Иши входил Лю Гаомин (1931—2003). Благодаря упорной работе и глубокому проникновению в тайцзицюань школы Ян, он был назван лучшим среди учеников Цуй Иши.
В России представителем традиции Цуй Иши является ученик Лю Гаомина, руководитель «Клуба Чайной Культуры» (Москва) — Баев Михаил Леонидович.
Традиция Фу Чжунвэня
Фу Чжунвэнь (1907—1992). Родственник Ян Чэнфу. С 9 лет занимался боевыми искусствами в Юньнани, потом учился у Ян Чэнфу до его смерти. Фу Чжунвэнь достиг мастерства, прославившись в Китае и за его пределами. Всю свою жизнь посвятил практике и сохранению тайцзицюань стиля Ян в том виде, как его преподавал его учитель.
Фу Чжунвэнь преподавал тайцзицюань более 60 лет и имел очень много учеников из разных стран, в том числе П. и Т. Кобаяши. Его перу принадлежат книги: «Тайцзицюань стиля Ян» (переведена на рус. яз.) и «Тайцзи-дао семьи Ян». Традицию продолжают его сын Фу Шэньюань и внук Фу Цинцюань.
В России представителями традиции являются: ученик П. Кобаяши, руководитель клуба «Dвижение» — Виктор Шигорин.
Традиция Ван Юнцюаня
Ван Юнцюань (1904—1987). Начал заниматься тайцзицюань с 7 лет. У Ван Юнцюаня была редкая для всех наследников ветви Ян возможность — учиться напрямую у двух поколений: Ян Цзяньхоу и его сыновей — Ян Шаохоу и Ян Чэнфу, хотя официальным его учителем считается лишь последний. С 7 до 14 лет он учился у Ян Цзяньхоу и его сына Ян Шаохоу. В 1917 г. Ян Цзяньхоу назначил ему в учителя своего младшего сына Ян Чэнфу. В результате продолжительного контакта с тремя мастерами семьи Ян искусство Ван Юнцюаня, по мнению современных исследователей, не уступало мастерству самого Ян Чэнфу, а может, и превосходило его. Но он никогда этого не признавал, оставаясь до конца верен традиции.
Его книга «Секретные техники тайцзицюань стиля Ян» (переведена на русский язык) признана профессионалами-традиционщиками одной из важнейших за последние полвека, выражающих сущность стиля Ян.
Среди учеников Ван Юнцюаня наиболее известны в нашей России Вэй Шужэнь и Чжу Хуайюань.
Ши Мин, ученик Чжу Хуайюаня, признаётся одним из наиболее полно овладевших искусством в ряду своего поколения.
Традицию унаследовал ученик Ши Мина на протяжении 12 лет, получивший прямую передачу, — Виктор Сяо (Сяо Вэйцзя).
В России представителем традиции Ван Юнцюаня является сам Виктор Сяо и инструктора его школы.

### Стиль У Юйсяна
Впервые многочисленные труды по тайцзицюань были сведены в единый канон в лоне третьего крупного стиля тайцзицюань, созданного У Юйсяном (1812—1880). Стиль У, как его называли по фамильному иероглифу основателя, характеризовался быстрыми и короткими движениями.

### Стиль Сунь
В 1912 г. ученик У Юйсяна Хао Хэ, приехав в Пекин, тяжело заболел. За ним ухаживал знаменитый мастер ушу Сунь Лутан (1861—1932). В благодарность за искреннюю помощь Хао Хэ показал ему полный комплекс своей школы У. Переработав старый комплекс, Сунь Лутан создаёт собственное направление — стиль Сунь, основанный на принципе «открытия-закрытия», то есть сочетания движений назад и вперёд, концентрации и выброса сил. За быстрые короткие передвижения стиль также получил название «подвижный тайцзицюань открытого и закрытого».

### Стиль У Цзяньцюаня
Последний из крупнейших стилей тайцзицюань — стиль У — был основан У Цзяньцюанем (1870—1943). Его отец Цюань Ю, маньчжур по национальности, был уроженцем провинции Хэбэй и обучался у Ян Лучаня, когда тот преподавал в Пекине. Цюань Ю обучил этому направлению своего сына У Цзяньцюаня. Однако тот решает реформировать стиль Ян: делает движения более плавными, исключает прыжки, притоптывания, резкие движения; изменилась немного и форма стоек, движение как бы волной пробегало по телу. Стиль вскоре был признан самостоятельным направлением тайцзицюань.

### Дальнейшее развитие
После буржуазной революции 1911 года в китайском обществе произошёл всплеск интереса к национальным воинским искусствам, и с 1916 года по всей стране начали открываться общества по изучению ушу. Благодаря этому тайцзицюань начал постепенно распространяться по Китаю с севера на юг.
После Второй мировой войны и последовавшей за ней гражданской войны в 1949 году была основана Китайская Народная Республика. Во время «Культурной революции» было провозглашено пренебрежительное отношение к культурным ценностям, и многие мастера ушли из жизни, не передав своего искусства следующим поколениям. Взамен исконного искусства тайцзицюань в качестве одной из мер оздоровления нации Коммунистическая Партия Китая поручила Госкомспорту разработать упрощённый комплекс оздоровительной гимнастики тайцзицюань, доступный для массового преподавания. Был создан «Пекинский стиль», и в августе 1956 года Госкомспортом КНР была опубликована книжка, называвшаяся «Упрощённый тайцзицюань», в которой описывался комплекс из 24 движений (24 форма), составленный на основе книги «Тайцзицюань стиля Ян». В 1957 году для тех, кто освоил комплекс из 24 движений и хотел совершенствоваться дальше, был опубликован комплекс из 88 движений. Традиционным мастерам было запрещено обучать и демонстрировать своё искусство.
В тот же период некоторые мастера бежали из континентального Китая на Тайвань, в Австралию, в США, а потом это искусство распространилось в Европу и Россию.
В конце 70-х — начале 80-х гг. работа над созданием новых комплексов тайцзицюань в КНР была продолжена. Новой правительственной задачей стало создание спортивного ушу с целью включения этой дисциплины в Олимпийские виды спорта. Теперь в поле зрения Государственного комитета по физкультуре и спорту КНР оказался не только стиль Ян, но и ещё два стиля — У и Чэнь. На их основе был создан комплекс из 48 форм тайцзицюань, вобравший в себя черты этих стилей.
В результате, несмотря на то, что существует множество школ, практикующих традиционный тайцзицюань, многими это искусство воспринимается упрощённо — либо как спорт, либо как оздоровительная гимнастика, либо как разновидность рукопашного боя.
В последнее время, начиная с 90-х годов, благодаря огромному интересу к исконному тайцзицюань, зародившемуся в России, Европе и США, многими специалистами и организациями как в Китае, так и за его пределами предпринимаются активные действия по возрождению и исследованию этого уникального искусства целостного совершенствования человека и раскрытия его удивительного потенциала.

## Особенности техники

Иллюстрация представления о мироздании в китайской философии.

Особенности тайцзицюань стиля Чэнь: мягкий, перекатывающийся шаг с плавными и непрерывными движениями и «толкающие руки» (туй-шоу). Мягкий, перекатывающийся шаг позволяет сохранять равновесие при всех передвижениях, кроме прыжков, а «толкающие руки» (туй-шоу), известные также и как «липкие руки» (чи-сао на кантонском наречии) в винчун (юнчунь), способствуют наработке умения чувствовать и предугадывать движения противника по прикосновению и умения мгновенно переходить от защиты к атаке, одновременно сковывая движения нападающего. Это создаёт неудобства для противника, привыкшего только бить и не привыкшего к тому, что удары вязнут в защите. «Липкие/толкающие руки» (какиэ) известны также и в двух школах каратэ — в годзю-рю и уэти-рю. Плавность и непрерывность движений, обычно нарабатываемая медленным выполнением комплексов, позволяет тщательно отработать технику движений и добиться большей скорости в бою, за счёт правильности техники и рациональности движений (разумеется, чтобы скорость действительно была высокой, помимо оттачивания техники, требуется ещё и отработка скорости, чему специально посвящён упоминаемый ниже комплекс пао-чуй).
Являясь многогранным искусством, одним из проявлений которого является прикладное (боевое) применение, тайцзицюань совмещает в себе доходящие до своего предела мягкие и жёсткие техники. Существует ряд развитых тренировочных методик в стиле Чэнь, а также в даосских стилях тайцзицюань, не ведущих своего начала от Чэнь, направленных на акцентированное развитие качеств мягкости и жёсткости. Именно к методикам развития жёсткости относятся последовательности Пао Чуй (пушечных кулаков) и бьющие руки (продвинутая стадия туй шоу)
Особенности тайцзицюань стиля Ян. Основное отличие тайцзицюань (и др. внутренних стилей ушу) от большинства других направлений боевых искусств — это победа над физически более сильным и быстрым противником без применения собственной грубой физической силы (Ли). В трактате Ян Чэнфу «Десять принципов тайцзицюань» сказано: «Не применять Ли, но использовать И и Ци». Применение на практике этого принципа даёт эффект, описанный в более древнем классическом трактате Ван Цзуньюэ «Сдвинуть 10 тонн усилием в 2 грамма», «Начинать вторым, но приходить первым», «Быть в движении, но пребывать в покое», «Противник не знает меня, но я знаю его».
Понимание сути того, чем является И и Ци, — предмет наибольшего интереса и исследования в тайцзицюань. Наиболее распространённый перевод понятий И и Ци — это Намерение и Энергия. По сути же оба этих понятия являются сложными категориями-качествами, нарабатываемыми в процессе особой психофизической тренировки, которой является любое упражнение тайцзицюань.
В тайцзицюань изначально существовала одна универсальная форма (комплекс), состоящая из 37 оригинальных приёмов (существует мнение, что большего количества приёмов не содержится ни в одном боевом искусстве). При этом в форме некоторые приёмы повторялись несколько раз, за счёт чего количество движений и время их выполнения увеличивалось. Это давало возможность наработки тех самых уникальных принципов тайцзицюань, благодаря которым это искусство овеяно легендами. В зависимости от того, как считались движения и сколько в форме было повторений, её называли по-разному: 108 форма, 86 форма, 43 форма, 37 форма и др. Наиболее древнее название этой формы — Лао Лю Лу (старые шесть дорог), так как форма делилась на шесть равных частей. Однако по сути и приёмам это была та же форма. В зависимости от уровня подготовки практикующего различия были также в манере и способе выполнения — приёмы могли быть более развёрнуты и менее развёрнуты, выполняться со всеми промежуточными элементами или более схематично. Если комплекс выполнялся с оздоровительными целями, то его выполнение было медленным и плавным (от 20 до 40 мин.), для наработки боевой техники существовал малоамплитудный и быстрый способ выполнения (до 2 мин.).
Занимаясь тайцзицюань, практикующий избавлялся от многих проблем, очищал свою энергию и сознание, укреплял и балансировал свою эмоционально-чувственную сферу, обретал крепкое здоровье. Действие на принципах тайцзи постепенно становилось качеством его обычной жизни, и лишь тогда практикующего называли Мастером.
В применении тайцзицюань удивителен тем, что его действие приятно, а иногда даже целительно для противника. Когда действие гармонично, оно не встречает неприятия, в том числе и на физическом уровне. При этом существуют различные воздействия тайцзицюань: учебное (оздоровительное), предупреждающее (не травмирующее), боевое.
Помимо одиночной формы в тайцзицюань существует парная работа туй-шоу и работа с оружием: пика (впоследствии была заменена на шест), прямой меч цзянь, сабля дао. Во всех дисциплинах непременно должны соблюдаться и нарабатываться особые принципы тайцзицюань, иначе они становятся ничем не отличающимися от большинства других видов боевых искусств.
Каждый из приёмов тайцзицюань является проявлением одного из сочетаний восьми базовых техник-усилий (цзинь). Каждое из этих усилий являет собой многоаспектное понятие. К тому же интерпретации этих усилий могут различаться в некоторых стилях и традициях.
Восемь Врат (Ба Мэнь) — Восемь Базовых усилий Тайцзи, в соответствии с Ба-гуа:
- Четыре Направления:
  -  乾 Цянь — Юг — Небо — Пэн, Расширение.
  -  坤 Кунь — Север — Земля — Люй, Притягивание, пропускание.
  -  坎 Кань — Запад — Вода — Цзи, Внутреннее толкание.
  -  離 Ли — Восток — Огонь — Ань, Внешнее толкание.
- Четыре Угла:
  -  兌 Дуй — Юго-Восток — Металл — Чжоу, Локтевое усилие.
  -  震 Чжэнь — Северо-Восток — Гром — Ле, Вращение, разведение.
  -  巽 Сюнь — Юго-Запад — Ветер — Цай, Опускание.
  -  艮 Гэнь — Северо-Запад — Гора — Као, Усилие спины, плеча.

## Стили
Сегодня выделяют пять основных стилей тайцзицюань.
- Тайцзицюань стиля Чэнь (кит. 陈式太极拳) — боевое искусство, созданное семьёй Чэнь. Впервые о его существовании было объявлено в 1949 году.
- Тайцзицюань стиля Ян (кит. 杨式太极拳) — происходит от Ян Лучаня. Семья Ян назвала свое искусство стилем Ян после того, как все остальные стили отделились и провозгласили свои названия. Изначально существовало просто тайцзицюань.
- Тайцзицюань стиля У Юйсяна (кит. 武式太极拳) — происходит от У Юйсяна, который учился как у Чэнь Чжансина, так и у Ян Лучаня.
- Тайцзицюань стиля У Цзяньцюаня (кит. 吴式太极拳) — происходит от маньчжура Цюань Ю, учившегося у Ян Лучаня в императорском дворце; после буржуазной революции его семья взяла себе китайскую фамилию У.
- Тайцзицюань стиля Сунь (кит. 孙式太极拳) — происходит от Сунь Лутана, изучавшего внутренние стили ушу и утверждавшего, что все они (тайцзицюань, багуачжан и синицюань) когда-то были одним искусством.

Помимо них существуют и другие, менее известные направления — например «Тайцзицюань деревни Чжаобао», «Тайцзицюань уезда Хундун провинции Шаньси», семейный стиль Шэнь и др.
Также необходимо отметить существование даосских стилей тайцзицюань, отличающихся от других стилей рисунком классических последовательностей и пониманием теоретической базы. Эти стили, в частности Школа Ветер-Гром (Фэн Лэй Пай), претендуют на независимое от других стилей возникновение и развитие внутри даосских общин.

## В культуре
Гимнастика тайцзицюань упоминается "Братишкой" (персонаж Владимира Епифанцева) в фильме Светланы Басковой "Зелёный слоник".